# Ethelurgus politus
Ethelurgus politus là một loài tò vò trong họ Ichneumonidae.